# Dallwatsonia felliana
Dallwatsonia es un género monotípico de plantas herbáceas perteneciente a la familia de las poáceas. Su única especie, Dallwatsonia felliana B.K.Simon, es originaria de Queensland en Australia.

## Descripción
Son plantas perennes con culmos de 40-130 cm de alto; herbáceas; ramificada anteriormente; con 7 nodos. Láminas de las hojas lineares o linear-lanceoladas. La lígula una membrana con flecos. Plantas bisexuales, con espiguillas bisexuales; con flores hermafroditas. Las espiguillas todas por igual en la sexualidad. Inflorescencia de las ramas principales espigadas o paniculadas (el eje principal de 22 cm de largo, las ramas primarias de 6 cm, la espiguilla teniendo ramas reducidas y 2-varias espiguillas) ; no digitadas. Ramas primarias de inflorescencias insertadas alrededor del eje principal. Inflorescencia con ejes que terminan en espiguillas . 

## Taxonomía
Dallwatsonia felliana fue descrita por Bryan Kenneth Simon y publicado en Austrobaileya 3(4): 678, f. 5. 1992.
Etimología
Dallwatsonia nombre genérico que fue otorgado en honor de M.J.Dallwitz y L.Watson. 